# Insano (album)
Insano è il nono album in studio del rapper statunitense Kid Cudi, pubblicato il 12 gennaio 2024 dalle etichette discografiche Wicked Awesome e Republic Records.

## Descrizione
L'album vede la partecipazione di Travis Scott, ASAP Rocky, Lil Yachty, Pharrell Williams, XXXTentacion, Lil Wayne e Young Thug.

## Tracce
1. Often, I Have These Dreamz (con DJ Drama) – 2:29
2. Keep Bouncin – 2:56
3. Get Off Me (con Travis Scott) – 3:35
4. Most Ain't Dennis – 2:37
5. Wow (con ASAP Rocky) – 4:34
6. ElectroWaveBaby – 3:25
7. A Tale of a Knight – 2:57
8. Cudi Life – 3:33
9. Too Damn High (con Lil Yachty) – 2:18
10. Getcha Gone – 1:55
11. At the Party (feat. Pharrell Williams e Travis Scott) – 3:58
12. Mr. Coola – 2:27
13. Freshie – 3:19
14. Tortured – 3:55
15. X & Cud (con XXXTentacion) – 2:46
16. Seven (con Lil Wayne) – 2:31
17. Funky Wizard Smoke – 2:45
18. Rager Boyz (con Young Thug) – 2:49
19. Porsche Topless – 2:50
20. Blue Sky – 3:41
21. Hit the Streetz in My Nikes – 2:40

## Classifiche
| Classifica (2024) | Posizione massima |
| ----------------- | ----------------- |
| Australia         | 34                |
| Belgio (Fiandre)  | 67                |
| Belgio (Vallonia) | 73                |
| Canada            | 24                |
| Francia           | 37                |
| Germania          | 29                |
| Italia            | 66                |
| Lituania          | 53                |
| Norvegia          | 14                |
| Nuova Zelanda     | 19                |
| Paesi Bassi       | 46                |
| Polonia           | 96                |
| Regno Unito       | 77                |
| Stati Uniti       | 13                |
| Svizzera          | 8                 |